# Сендзислав
Сендзислав (пол. Sędzisław) — узловая пассажирская и грузовая железнодорожная станция в деревне Сендзислав в гмине Марцишув, в Нижнесилезском воеводстве Польши. Имеет 2 платформы и 2 пути.
Станцию построили вместе с железнодорожной линией Валбжих — Еленя-Гура в 1867 году, когда деревня Сендзислав (нем. Ruhbank) была в составе Королевства Пруссия.
Теперь станция Сендзислав обслуживает переезды на линиях: 
- Вроцлав — Валбжих — Сендзислав — Еленя-Гура — Згожелец — Гёрлиц,
- Каменна-Гура — Сендзислав.